# ویلم اسخاوتن
ویلم اسخاوتن (Willem Schouten)، (حدود ۱۵۶۷ – ۱۶۲۵) ناخدا و کاشف اهل هلند بود که برای کمپانی هند شرقی هلند کار می‌کرد. او نخستین کسی بود که از مسیر دماغه هورن، در جنوبی‌ترین نقطه قاره آمریکا، به اقیانوس آرام رسید.
آبل تاسمان بعداً هنگام کاوش در سواحل شمالی گینه نو از نمودارهای اسخاوتن استفاده کرد.